# Ulla M. Scholl

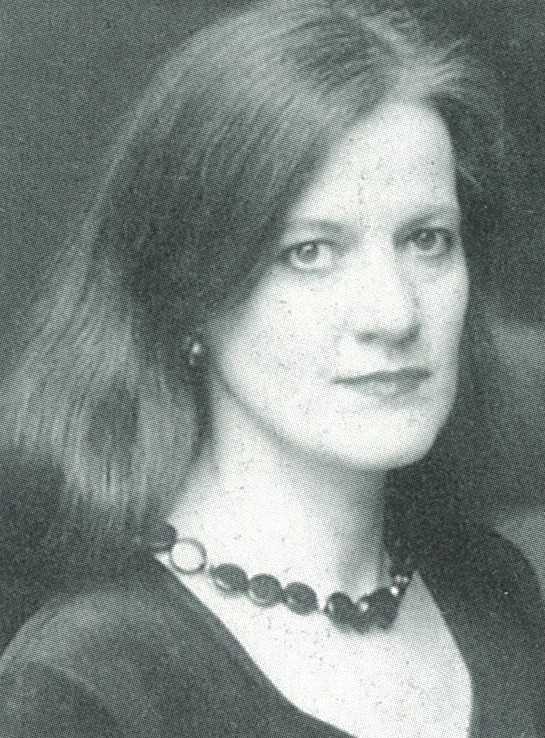
Porträtfoto Ulla M. Scholl

Ulla Margarete Katharina Scholl (junior) (* 22. Februar 1948 in München) ist eine deutsche  Bildhauerin.

## Familie
Ulla M. Scholl stammt aus einer Künstlerfamilie, die sich bis ins frühe 17. Jahrhundert zurückverfolgen lässt. Zu ihr gehörten u. a. die Bildhauer Johann Baptist Scholl d. Ä. und Johann Baptist Scholl d. J. sowie ihre Mutter, die Bildhauerin Ulla Scholl.

## Leben

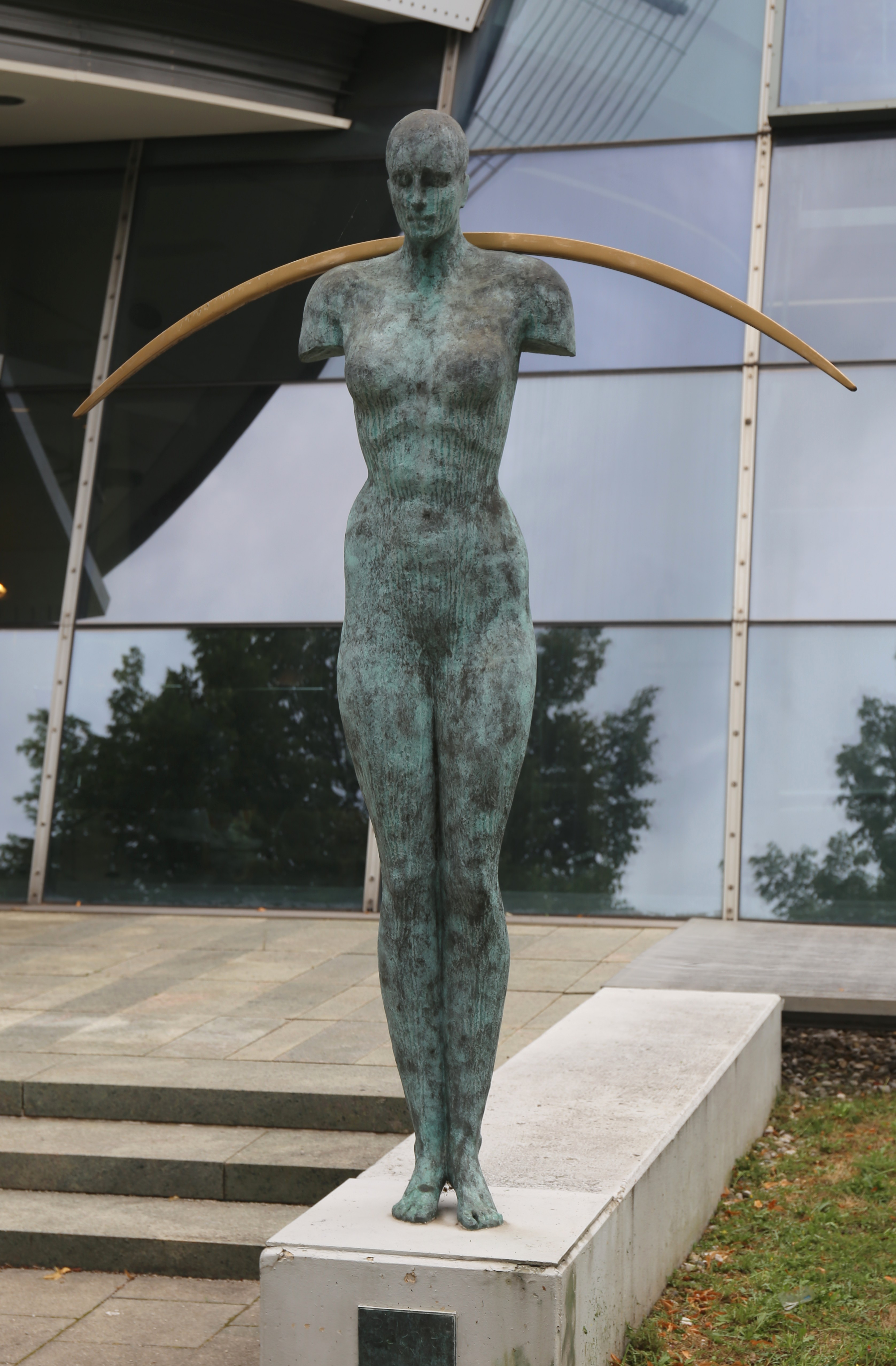
Skulptur Balance Ulla M. Scholl 2000

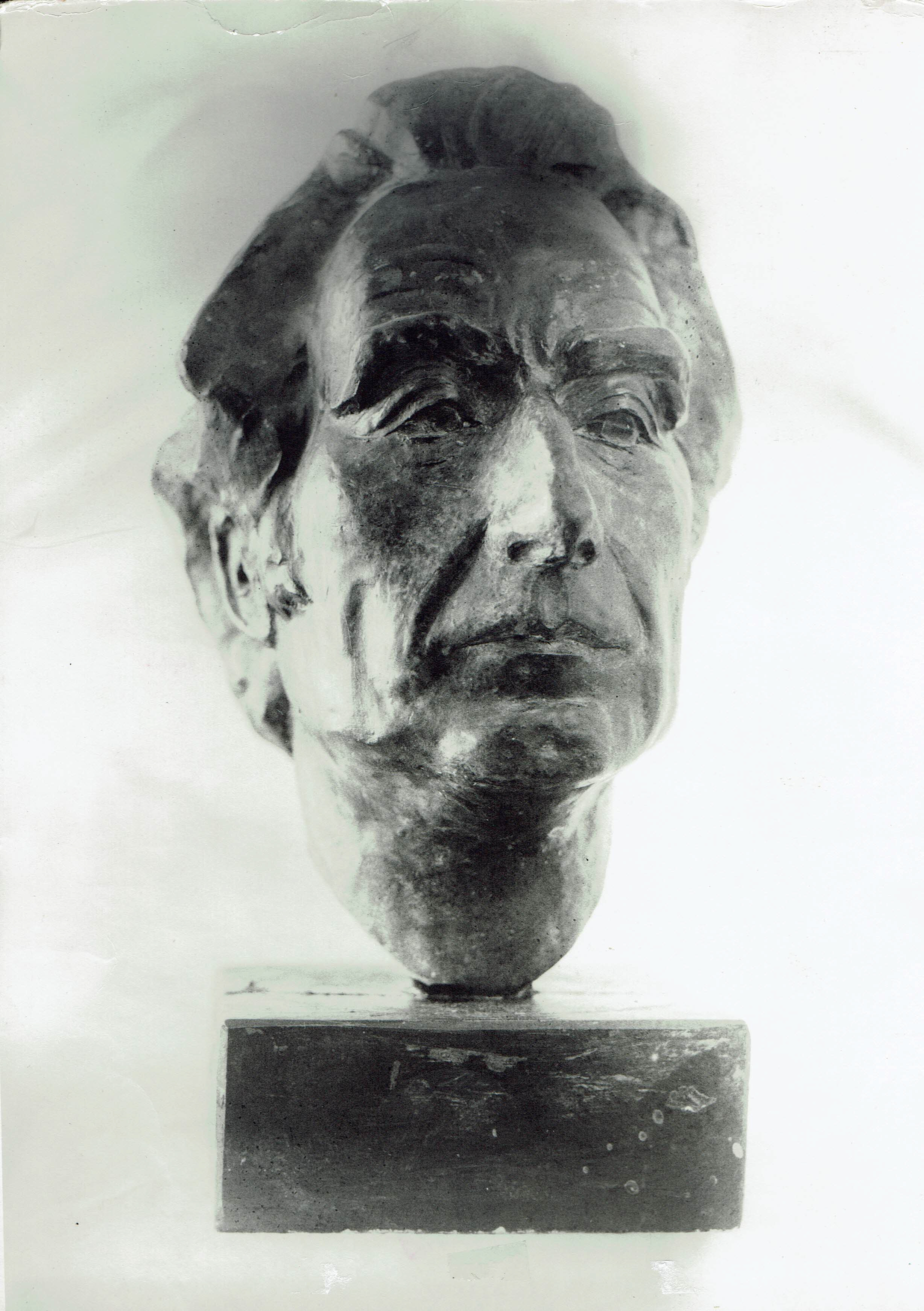
Bronzebüste Romuald Pekny von Ulla M. Scholl 1970

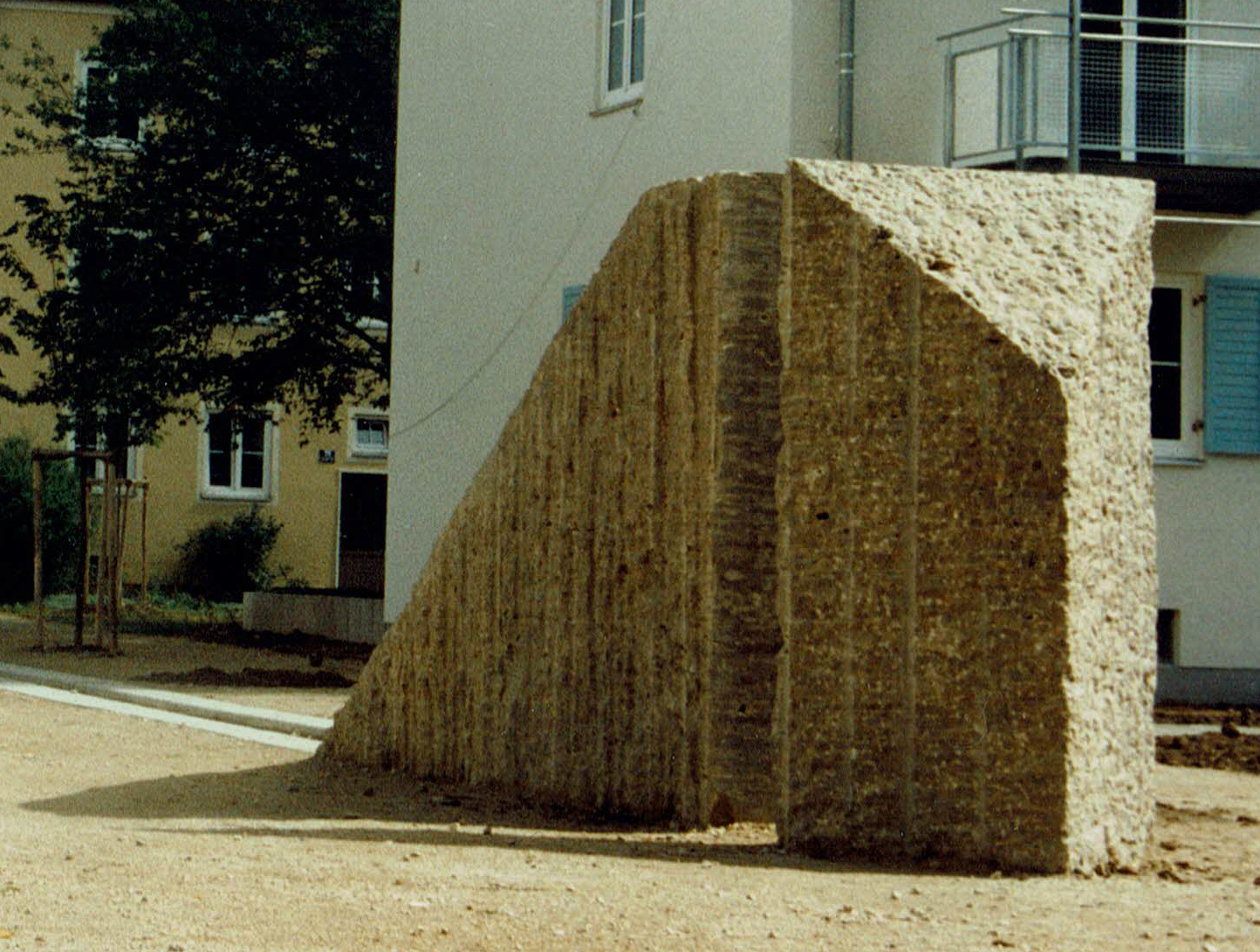
Brunnen in Ingolstadt (Wachenzeller Dolomit) Ulla M. Scholl 1994

Ulla M. Scholl studierte 1967 Graphik am Oskar-von-Miller-Polytechnikum in München. Von 1972 bis 1979 war sie freiberuflich als Bildhauerin, Malerin und Graphikerin tätig.
Ab 1989 folgte intensive Ausstellungstätigkeit im In- und Ausland (z. B. USA, New York, Long Island).
Von 1998 bis 2000 war Scholl Dozentin für Bildnerisches Gestalten an der mediadesign akademie München. Von 2002 bis 2003 lehrte sie an der Fachhochschule für Steintechnik München. Seit 2004 lebt und arbeitet sie als freischaffende Bildhauerin, Malerin und Illustratorin im Carl-Thiemann-Haus in Dachau.

## Preise und Auszeichnungen
- 1979 Förderpreis für Zeichnung der Bayerischen Akademie der Schönen Künste, München
- 1980 Stipendium für Malerei an der Akademie der Bildenden Künste München

## Einzelausstellungen (Auswahl)
Ulla M. Scholl hat seit 1972 an zahlreichen Gruppenausstellungen teilgenommen.
- 1972:   KVD Dachau
- 1986:   Galerie Margelik München
- 1987:   Johanneskirche Eichstätt
- 1989:   Galerie Strom München
- 1992:   Harderbastei Ingolstadt[1]
- 1992:   Gallery North, Setauket, New York, USA[2]
- 1993:   KVD Dachau[3]
- 1993:   Rhythmogramm, Bad Ischl, Österreich
- 1993:   Galerie Sergei Popov, Berlin
- 1994:   The Bryant Library Gallery, Roslyn, New York, USA
- 1996:   Galerie S2, München
- 1997:   KVD Dachau
- 2000:   „Scholl & Scholl“, Kunst im Schloss Homburg[4]

## Werke (Auswahl)
- 1981: Porträt Walter Rollwagen für die Bayerische Akademie der Wissenschaften, München.
- 1983: Porträt. Alfons Goppel für die Rhein-Main-Donau AG; München.
- 1988: Theaterantependium für das Theater der Bischöflichen Fachakademie Neuburg an der Donau.
- 1990: Volksaltar und Ambo für die Kirche St. Salvator Unsernherrn, Ingolstadt.
- 1992: zwei Bildtafeln für den Kindergarten St. Anton, Ingolstadt.
- 1994: Brunnen für die Gemeinnützige Wohnbaugesellschaft Ingolstadt.
- 1997: Bronzebüste Otto Braun-Falco
- 1998: Bronzebüste Rainer Kreissl
- 1999: Wandrelief für die Schule Zuchering.[5]
- 2000: Bronzeskulptur „Balance“ für die Deutsche Bundesbank, München.[6]
- 2002: Spielstein für den Kindergarten in Gerolfing.
- 2004: Bronzestatue „…darüberhinaus“ für das Debis-Gebäude Daimler, Berlin.
- 2004: Signet für The Children’s Garden Jumeira, Dubai, UAE.
- 2006: Bronzebüste Peter Erwand,
- 2008: Bronzebüste Götz Heidelberg
- 2010: Bronzestatue Josef Humar
- 2011: Bronzerelief „Mozart’s Bäsle“, Maria Anna Thekla Mozart für das ehemalige Wohnhaus in Augsburg.
- 2011: Denkmal „Luise Rinser“ (Bronze) Gemeinde Wessobrunn.
- 2012: Orgelprospekt für Marienkirche Nossendorf, Mecklenburg-Vorpommern.

## Filmografie
- 1998:  Filmdokumentation der Reihe „Atelierbesuche“ des Bayerischen Fernsehens